# Station Izumi-Tottori
 Station Izumi-Tottori  (和泉鳥取駅,  Izumi-Tottori-eki) is een spoorwegstation in de Japanse stad Hannan, gelegen in de prefectuur Osaka. Het wordt aangedaan door de Hanwa-lijn. Het station heeft twee sporen, gelegen aan twee zijperrons.

## Lijnen

### JR West
| 1 | ■ Hanwa-lijn | richting Kii en Wakayama          |
| 2 | ■ Hanwa-lijn | richting Hineno, Ōtori en Tennōji |

## Geschiedenis
Het station werd in 1963 geopend. 

## Overig openbaar vervoer
Er bevindt zich een klein busstation nabij het station waar enkele bussen van het busnetwerk van Hannan vertrekken.

## Stationsomgeving
- Tamadayama-park
- 7-Eleven
- Lawson
- Hanwa-autosnelweg